# Jürgen Grabowski
Jürgen Grabowski   (Wiesbaden, 7 de juliol de 1944 - Wiesbaden, 10 de març de 2022) fou un futbolista alemany de la dècada de 1970.

## Trajectòria esportiva
Començà la seva carrera als clubs SV Biebrich 1919 i FV Biebrich 1902, a la seva localitat natal. El 1965 fou fitxat per l'Eintracht Frankfurt, on passà la resta de la seva vida professional. Amb el club assolí dues copes alemanyes (1974 i 1975) i una Copa de la UEFA el 1980.
Amb la selecció de la RFA disputà 44 partits i marcà 5 gols. Disputà el Mundial de 1966 (on no jugà cap partit), 1970 i 1974. En aquesta darrera edició fou campió.
El 1980 es retirà després de ser lesionat per Lothar Matthäus.

## Palmarès
Eintracht Frankfurt
- Copa alemanya de futbol: 2
  - 1973-74, 1974-75
- Copa de la UEFA: 1
  - 1979-80

Alemanya Occidental
- Copa del Món de futbol: 1
  - 1974
- Eurocopa de futbol: 1
  - 1972